# West Columbia (Virginia Occidental)
West Columbia es un área no incorporada en el Condado de Mason, Virginia Occidental, EE. UU.. West Columbia está localizado sobre el río Ohio y en la ruta 62 de Virginia Occidental a 62 3 millas (4,8 km ) al suroeste de Mason. West Columbia tiene una oficina de correo con código de postal 25287.
La comunidad prefería ser llamada Columbia, la personificación hembra de los Estados Unidos de América.

## Infraestructura
La West Virginia of Corrections and Rehabilitation gestiona la prisión para mujeres Lakin Correctional Center en Lakin, cerca de West Columbia.